# Parc Nacional Monte León
El Parc Nacional Monte León és una àrea protegida federal situada sobre el litoral marítim de la província de Santa Cruz, a la Patagònia Argentina. Constitueix una mostra representativa de la biodiversitat de l'estepa i costa patagona en bon estat de conservació, amb llocs de valor paleontològic. Té una superfície de 62.169 ha; a més, té 36 km de costes sobre el mar Argentí.

## Història
Fa uns deu mil·lennis, grups de caçadors recol·lectors aprofitaven els ambients costaners i els seus variats recursos com aus, rosegadors, camèlids, mol·luscs i llops marins. Els grups tehuelches, descendents dels primers pobladors, van ampliar l'ús del territori, desenvolupant un major intercanvi amb grups més allunyats. L'arribada de l'humà blanc va ser motiu de grans modificacions en les poblacions originàries. La gradual dependència de productes d'intercanvi i la pèrdua de territori va provocar la migració cap a l'oest de la província i la incorporació a tasques rurals.
A principi de 1876, durant la presidència de Nicolàs Avellaneda i malgrat els litigis amb la veïna República de Xile, es van atorgar a la ciutat de Buenos Aires autoritzacions per a l'explotació de guano en aquest lloc situat a 35 km al sud del riu Santa Cruz, en el cabal del qual estava radicat, a l'illa Pavón, el comandant argentí Luis Piedrabuena des de 1859. D'aquesta forma, es va fundar un petit caseriu estable per a les feines i a l'abril del citat any, arribaria la notícia davant el governador xilè de Punta Arenas, Diego Dublé Almeyda, que enviaria la canonera «Magallanes», fent presonera la barca francesa «Jeanne-Amelie», que tenia permís argentí i que s'enfonsaria quan entrava a l'estret el 27, empitjorant encara més la situació binacional.
El perit Francisco P. Moreno (impulsor del sistema de parcs nacionals de l'Argentina) va visitar l'àrea a finals del segle xix, i també ho farien Carlos Ameghino i el pare Alberto De Agostini.
La finca Monte León va pertànyer a la firma The Southern Patagonia Sheep Farming Company Limited. Aquesta gran explotació ovina es va vendre, el 1920, a la família Braun, que va continuar amb aquesta activitat fins a 2006. L'extracció de guano va ser important fins a 1930.
El 1996 es proposa la inclusió de Monte León en el Sistema de Parcs Nacionals de l'Argentina.
Francisco Erize, exdirector de l'Administració Nacional de Parcs de l'Argentina, va recomanar el projecte a Douglas Tompkins, un ecologista i empresari multimilionari nord-americà, director de l'ONG conservacionista The Conservation Land Trust.
L'any 2000, a través de l'ONG Conservación Patagónica —dirigida per la seva esposa Kristine Tompkins— s'adquireixen les terres, fins aleshores destinades a la cria d'ovins, i es traspassen a la Fundació Vida Silvestre Argentina mitjançant un fideïcomís, però amb la imposició que el títol de propietat d'aquestes sigui transferit a l'Administració Nacional de Parcs Nacionals d'aquest país, perquè la destinació final de l'àrea sigui integrar el sistema federal d'àrees protegides de l'Argentina.
L'any 2002, les terres que componen l'àrea protegida són lliurades en donació a l'Estat Nacional de l'Argentina per la Fundació Vida Silvestre Argentina. El 20 d'octubre de 2004 se sanciona la llei de creació del nou parc nacional, passant així a jurisdicció federal, aconseguint ser el primer parc marí continental de l'Argentina.

## L'àrea

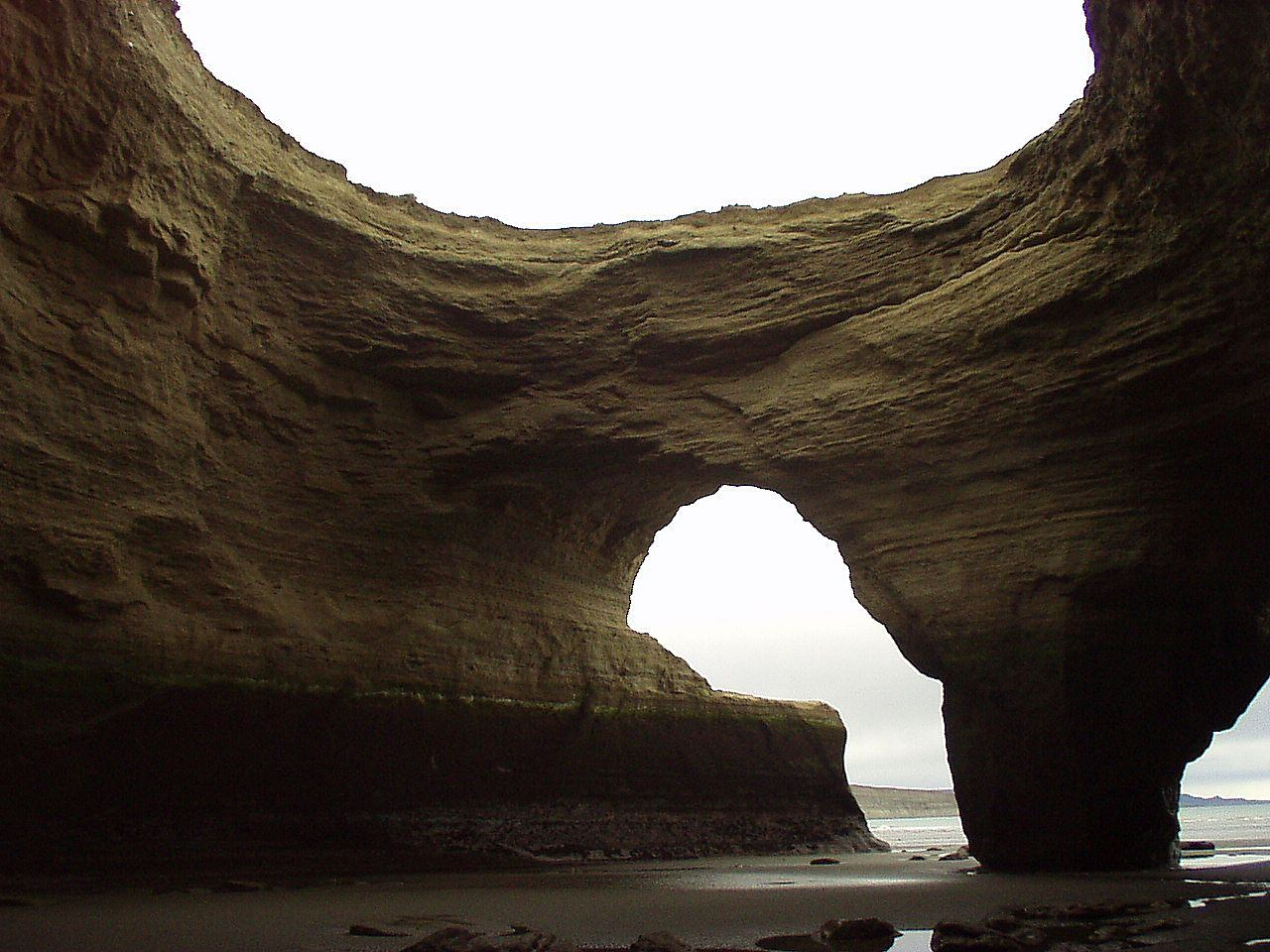

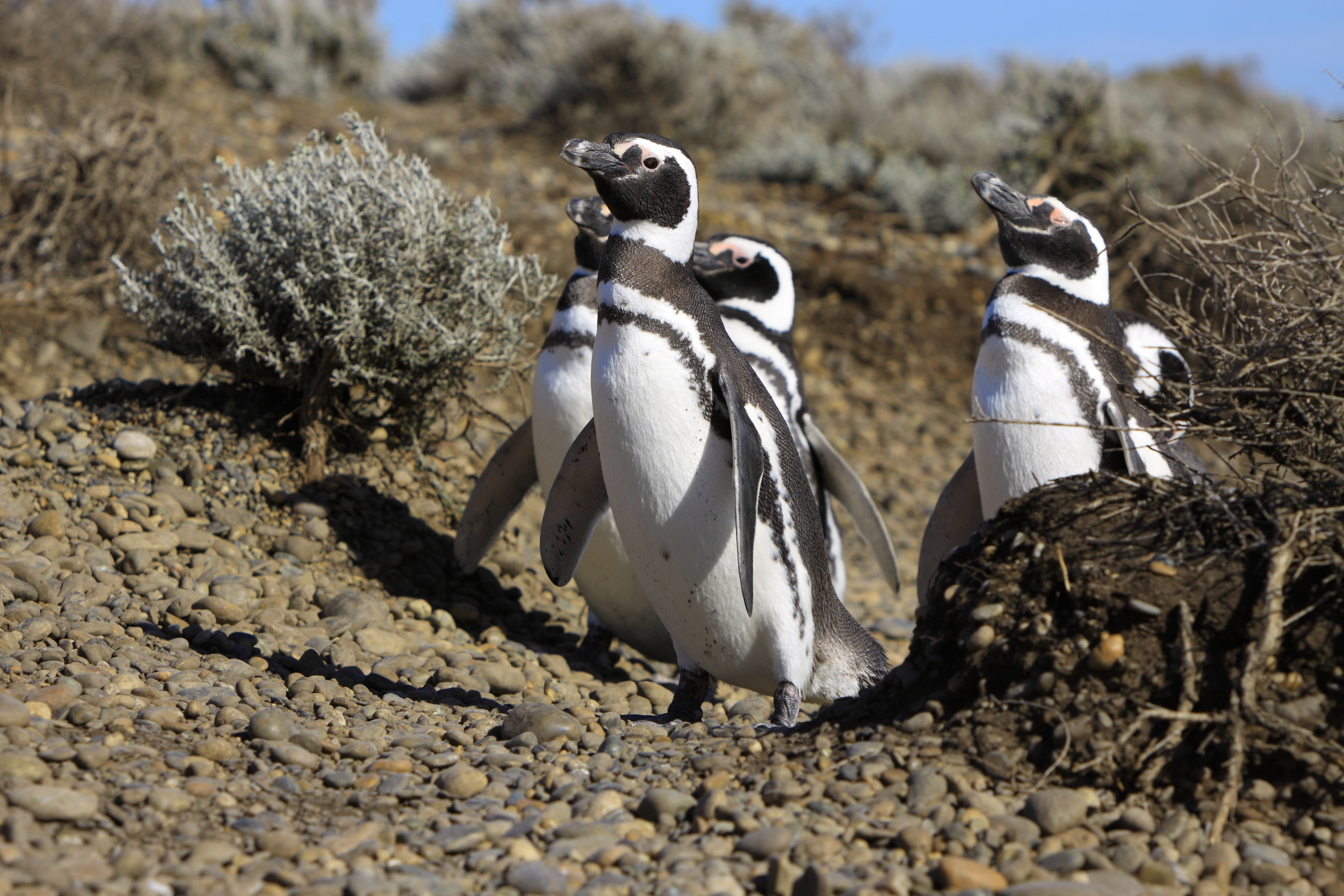
Pingüins magallànics

El motiu fonamental de la seva creació es basa en el fet que constitueix una mostra representativa de la biodiversitat costanera patagona en bon estat de conservació, amb llocs de valor paleontològic. En aquesta regió es troba una important colònia de pingüins magallànics, composta per 60.000 individus. És la quarta colònia en importància del país.
Aquest parc costaner marí se situa al sud-est de la província de Santa Cruz, sobre la RN 3, a 210 km al nord de Rio Gallegos. L'àrea protegida en la seva porció continental és de 61.700 ha, a més inclou 36 km de costes i una zona intermareal.
El parc està sobre la costa de la badia Grande (límit est de la província de Santa Cruz) en el km 2.385 de la RN 3, a 45 km al sud-est de Puerto Santa Cruz. S'estén des de gairebé 2 km al nord-est del pico Quebrado, fins al voltant de 2,5 km al sud-oest del cañadón Jack. S'inclou una àrea protegida marina, de 5 km al llarg de la costa del parc nacional. Està previst incorporar una àrea marina d'almenys la mateixa extensió de l'àrea continental.
Monte León pertany a les ecoregions de mar Argentí i d'estepa patagona. Aquesta representa les conques mitjanes i inferiors dels rius de vessant atlàntic i certes conques endorreiques. Amb clima fred i sec amb precipitacions hivernals inferiors a 400 mm, forts vents de l'oest, estius secs i gelades en gairebé tot l'any. La seva vegetació és de tipus arbustiva, sota la forma de matolls rabassuts i herbàcies xeròfiles.

## Paisatges, flora i fauna

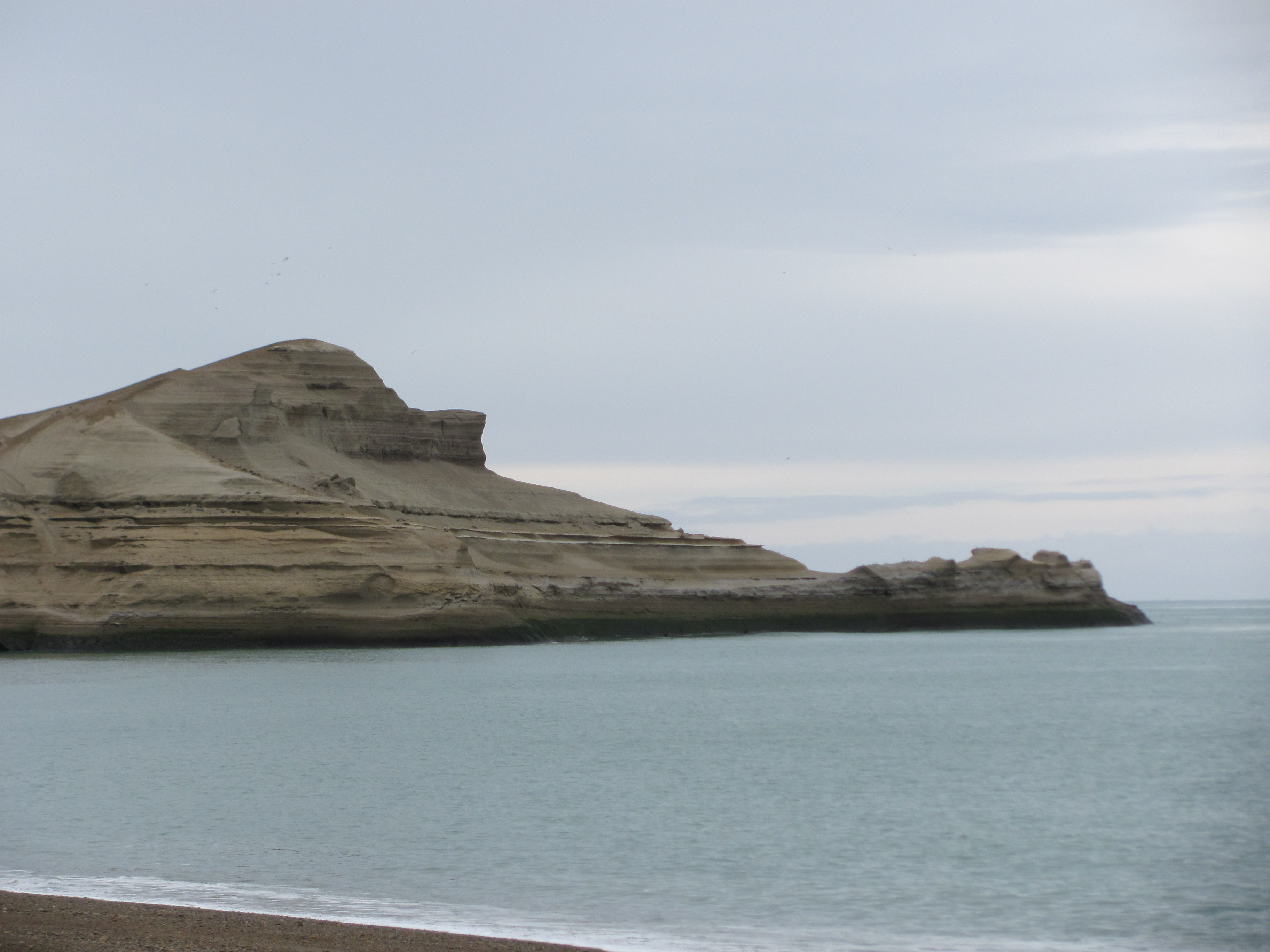
Cabeza de León, que dona nom a la zona

Àrea composta d'alts penya-segats, illes, roques, petites badies i platges restingues que es descobreixen amb la baixamar. El sector costaner representa prop de l'1% del litoral marítim argentí. El mar en aquesta regió és fred, amb una important població de peixos. El parc nacional inclou colònies de cormorans, gaviotins, pingüins i altres 20 espècies d'aus costaneres i marines. Des de la costa, ocasionalment, es poden observar llops marins d'un pèl i cetacis, com la balena franca austral.
Hi ha una important colònia de pingüins magallànics, composta per 60.000 individus. És la 4a colònia en importància del país. Les parelles cada any migren per buscar-hi el seu niu.
A l'illa Monte León i als penya-segats troben refugi i nidifiquen 3 espècies de cormorans: el roquer, el gris i l'imperial.
Un dels motius de la creació del parc és protegir una porció important d'estepa patagona costanera, hàbitat de guanacs, choiques, guineus i pumes.
L'estepa patagona, a primera vista àrida, alberga un considerable nombre d'espècies vegetals. En les primaveres que segueixen un hivern de molta neu o pluja es pot apreciar l'espectacular floració del desert, incloent petites flors com la topa-topa, la perfumada flor blanca de la mata negra i moltes d'altres.
Carlos Spegazzini, considerat el fundador de la botànica a l'Argentina, va estar a l'àrea de Monte León el 1881 com a part d'una expedició científica italiana. Allí va identificar espècies de gramínies desconegudes fins llavors.
La farigola silvestre va ser àmpliament usada en la cuina autòctona. La resina del calafate va ser emprada a manera de "xiclet" pels aborígens tsóneca, costum al qual els cronistes atribueixen la bona salut i neteja de les seves dentadures. Altres espècies tenen virtuts medicinals.
Fitogeogràficament, l'àrea és característica del subdistricte fitogeogràfic Patagó Central Santacrucense, del districte fitogeogràfic Patagónic Central, un dels Districtes fitogeogràfics en què es divideix la província fitogeogràfica Patagona.
Segons dades de l'Administració de Parcs Nacionals, algunes de les espècies vegetals més característiques de l'àrea de Muntanya León són:
- Anarthrophyllum rigidum (mata guanac)
- Atriplex sagittifolia (zampa)
- Berberis heterophylla (calafate)
- Bromus setifolius (cebadilla)
- Calceolaria sp.
- Chuquiraga aurea (quilimbay)
- Distichlis sp. (pastura salada)
- Festuca gracillima (coirón fueguino)
- Hordeum comosum (cua de guineu)
- Lephydophyllum cupressiforme (mata verda)
- Nardophyllum obtusifolium (mata torta)
- Nassauvia glomerulosa (cua piche)
- Nassauvia ulicina (cua piche)
- Poa ligularis (coirón poa)
- Schinus poligamus (molle)
- Stipa psylantha (coirón ploma)
- Stipa speciosa (coirón amarg o dur)
- Revetlla tridens (mata negra)